# Casquete glaciar de Lillooet
El casquete glaciar de Lillooet, también llamado campo de hielo de Lillooet o corona de Lillooet, es un gran campo de hielo de Canadá localizado en las montañas del Pacífico de las montañas Costeras, en el suroeste de la Columbia Británica. Está a unos 90 km al noroeste de las ciudades de Pemberton y Whistler, y a unos 175 km al norte de Vancouver. El casquete polar de Lillooet es uno de los mayores campos de hielo de la cordillera del Pacífico, que tiene los mayores campos glaciares de latitudes templadas del mundo. En su máxima extensión, incluidas sus lenguas glaciares, mide 30 km de este a oeste y 20 km de norte a sur; la zona central del campo de hielo tiene aproximadamente 15 km de diámetro.
El casquete polar de Lillooet es la fuente de varios ríos importantes que salen de él en forma de rueda:
- en el flanco sur, el río Lillooet, que se alimenta del glaciar Lillooet  y corre hacia el sureste a través de Pemberton hasta el lago Harrison;
- en el flanco oriental, el río Bridge, que se alimenta del glaciar Bridge y corre hacia el este hasta la ciudad de Lillooet;
- en el lado norte,  el río Taseko (un afluente del río Chilcotin), los ríos Lord y Tchaikazan (afluentes del Taseko) y el río Edmond, que alimenta el lago Chilko, la fuente del río Chilko, que al igual que el Taseko es un afluente del río Chilcotin.
- en el lado oeste, las fuentes del río Southgate, que desemboca en el puerto de Waddington, en la cabecera de la ensenada de Bute, y que comparte un delta común con el río Homathko, y el río Toba, que desemboca en el Toba Inlet.

La divisoria entre los ríos Lillooet y Southgate se encuentra en el flanco suroeste del campo de hielo y recibe el nombre de Ring Pass. Se investigó para trazar por él una posible ruta del ferrocarril Canadian Pacific, pero el grupo de reconocimiento dirigido por Stanley Smith se perdió y nunca se le volvió a encontrar. El glaciar Stanley Smith y el glaciar Frank Smith, situados en la zona central del casquete polar de Lillooet, honran su memoria.
Al suroeste del Ring Pass se encuentra el Compton Névé, otro gran casquete glaciar. El casquete polar de Lillooet y el Compton Névé forman una masa de hielo contigua, pero debido a que son dos macizos distintos de menor altitud y movimiento glaciar activo en Ring Pass se han considerado habitualmente como separados.